# Tufaszen
Tufaszen – wieś w Armenii, w prowincji Szirak. W 2011 roku liczyła 483 mieszkańców.